# Trellick Tower
A Trellick Tower egy 31 emeletes panelház North Kensingtonban, London Kensington and Chelsea kerületében. Goldfinger Ernő, a neves brutalista építész legismertebb műve. 1972-es felépülésének idejére már divatjamúltnak számított, a közelmúltban azonban magával az építésszel együtt reneszánszát éli.
A 98 méter magas épületet 1998-ban a brit örökségvédelmi hivatal (English Heritage) műemlékké nyilvánította.

## Története
A második világháború utáni Anglia lakáshiányára a toronyházak koncepciója kínált megoldást. Hatalmas tömbök épültek tanácsi lakásokkal. Így Goldfingernek is sikerült megbízásokat nyernie. Goldfinger az 1930-as években költözött Angliába, és modernista építészként a toronyházakat különösen kedvelte, de nem volt túl népszerű alak a maga idejében. Brutalista építményei sok embert idegesítettek, de idővel egyre többen ismerték el munkásságát.

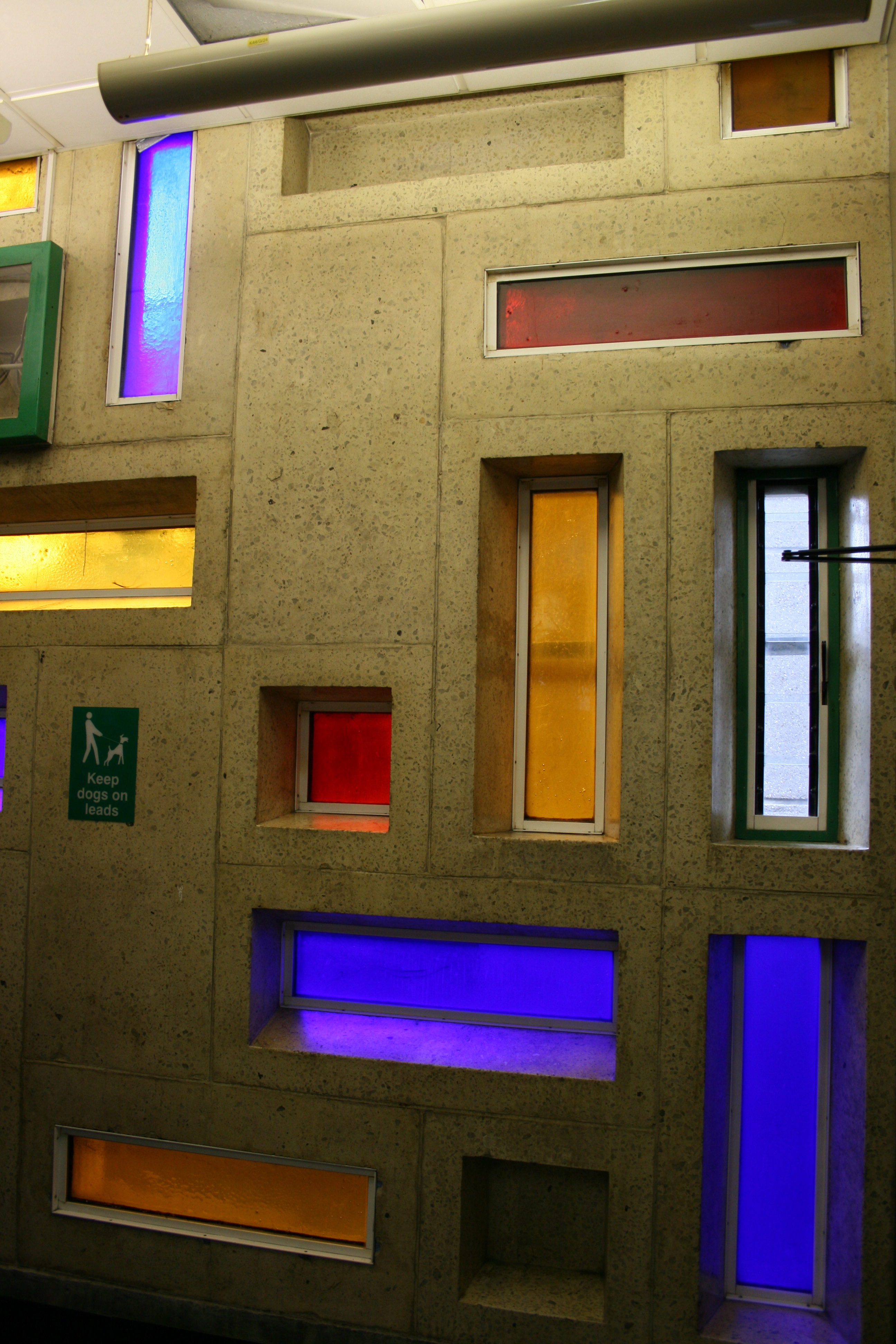
Jellegzetes részlet az épület belsejéből

Az igazi hírnevet az 1964-ben London egyik legszegényebb negyedében megkezdett Balfron Tower néven ismertté vált három lakótorony építése hozott számára. Ekkorra már biztos kézzel, a háború utáni szűkös pénzügyi lehetőségeken túljutva alkalmazta a brutalizmust. Miután elkészült, 1967-ben feleségével be is költözött az egyik huszonhatodik emeleti lakásba, hogy maga is megtapasztalja, kipróbálja a modern kor minden vívmányával felfegyverzett életérzést. Alkalmanként áthívták egy pohár pezsgőre a szomszédokat, hogy megkérdezzék tőlük, mit kedvelnek és mit nem az új életstílus építészeti kereteiből. 1969-ben már ezen ismeretek birtokában kezdett Goldfinger a szellősebbre, világosabbra, fafelületei révén emberközelibbre sikerült, Trellick Torony tervezéséhez. Épületei közül az 1972-ben elkészült Trellick toronyház futotta be a legnagyobb karriert. Az egykor gyűlölt épület ma már helyi látványosságnak számít, a lakások ára is ehhez igazodik. A kényelem növelése érdekében saját óvoda, orvosi rendelő, idősek klubja, mosoda, hobbiszobák, üzletek is ki lettek alakítva, így az épület önellátó lakóegységként tudott működni. Goldfinger maga is odaköltöztette irodáját, onnan irányította a projektmunkálatait öt éven keresztül. Mindezek ellenére a torony elkészülte nem volt minden kritikától mentes, számos hibát utólag maga az építész is elismert. A toronyház ma annál népszerűbb, a lakások többsége magánkézbe került, lakóik és a londoniak többsége más épületeivel egyetemben megkedvelte. Az hetvenesben az apró önkormányzati bérlakásoknak helyet adó Trellick rosszhírű, veszélyes helynek számított; ez csak a fokozott biztonsági intézkedések után javult. Mára a torony szinte szimbólum: jellegzetes sziluettje pólókon, bögréken szerepel, megjelent számos filmben, és együttesek klipjeiben is. A Depeche Mode itt forgatta a Little 15 című szám videóklipjét.

## Érdekességek
- A toronyházban a lift három emeletenként áll meg, a köztes szintekre lépcsőkön lehet eljutni.
- Minden emelet más színű. Például a 18. emelet sárga, a 24. pedig zöld.[8]
- Az épület liftházának tetején lévő kiugró elem a kazánház.[8]